# Bettina
A Bettina női név a Betta név olasz eredetű továbbképzése.

## Rokon nevek
Babett, Babetta, Béta, Betta, Betti, Erzsébet, Csöre, Eliz, Eliza, Elizabet, Ella, Elza, Ilze, Iza, Izabel, Izabell, Izabella, Lili, Liza, Lizavéta, Lizett, Lizetta, Lizi, Örzse, Szavéta, Véta, Zsóka

## Gyakorisága
Az újszülötteknek adott nevek körében az 1990-es években igen gyakori volt. A 2000-es években az 57-94. helyen állt a 100 leggyakrabban adott női név között, de a 2010-es években már nem szerepelt közöttük.
A teljes népességre vonatkozóan a Bettina a 2000-es években a 93., a 2010-es években a 94-99. helyen szerepelt a 100 leggyakrabban viselt női név között.

## Névnapok
július 4., augusztus 6., október 8.

## Híres Bettinák
„Bettina” utónevű személyek szócikkeinek listája a Wikidata alapján